# Campeonato GB3
El Campeonato GB3 (oficialmente llamando GB3 Championship) es una competición de deportes de motor monoplaza con sede en el Reino Unido. El campeonato es la principal categoría de monoplazas del Reino Unido y está dirigido a jóvenes pilotos de carreras que pasan de los campeonatos de Fórmula 4 o Karting. Habiendo sido conocido anteriormente desde 2013 como BRDC British Formula 4 Championship, el campeonato pasó a llamarse BRDC British Formula 3 Championship con el respaldo de la FIA en marzo de 2016.
El campeonato cambió de nombre a GB3 Championship en agosto de 2021. El piloto de carreras británico Zak O'Sullivan fue el primero en ganar el título con el nuevo nombre. El mes siguiente, MSV anunció que se lanzaría una nueva serie de soporte llamado Campeonato GB4.

## Monoplaza

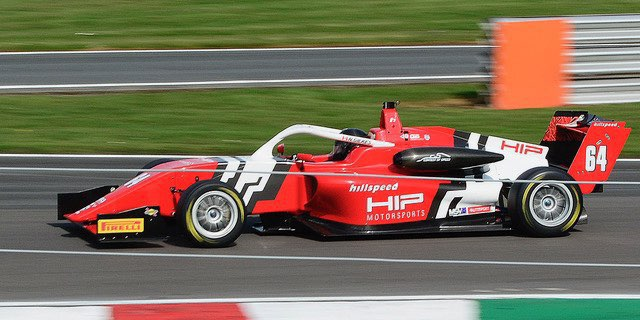
El Tatuus MSV-022 en 2022.

El chasis Tatuus MSV-022, reemplazó al Tatuus MSV F4-016, este es un nuevo diseño que ha mejorado la protección contra impactos laterales, las revisiones del aro antivuelco, el reposacabezas, el panel anti-intrusión delantero, el asiento y las áreas de celdas de combustible que lo distinguen del automóvil actual que ha estado en uso. desde 2015.
Las diferencias aerodinámicas incluyen un piso, un difusor, un bloque de deslizamiento, una quilla y un babero revisados, así como cambios en las vainas laterales, los conductos del radiador, la cubierta del amortiguador y la cubierta del motor que contribuirán a aumentar los niveles de carga aerodinámica.
Para complementar el mayor rendimiento aerodinámico, habrá una especificación mejorada para el motor Mountune de aspiración normal de dos litros y cuatro cilindros de alta calificación, para permitir que la unidad produzca ahora más de 250bhp a 8500 rpm, un aumento de 20bhp en la especificación anterior. Como consecuencia del aumento de potencia, el nuevo automóvil contará con una entrada de aire lateral y una caja de aire de carbono similar a los automóviles Fórmula 3 y un cambio a un sistema de colector de admisión de acelerador de puerto fly-by-wire.

## Sistemas de Puntos
Se otorgan puntos a todos los pilotos que terminan en cada carrera, excepto en la segunda carrera de parrilla inversa, utilizando el siguiente sistema en 2013:
| Puesto | 1  | 2  | 3  | 4  | 5  | 6  | 7  | 8  | 9  | 10 | 11 | 12 | 13 | 14 | 15 | 16 | 17 | 18 | 19 | 20 |
| ------ | -- | -- | -- | -- | -- | -- | -- | -- | -- | -- | -- | -- | -- | -- | -- | -- | -- | -- | -- | -- |
| Puntos | 30 | 25 | 20 | 18 | 16 | 15 | 14 | 13 | 12 | 11 | 10 | 9  | 8  | 7  | 6  | 5  | 4  | 3  | 2  | 1  |

Los puntos se otorgan a todos los pilotos que terminan en cada carrera, utilizando el siguiente sistema desde 2014:
| Carrera              | Posición, puntos por carrera | Posición, puntos por carrera | Posición, puntos por carrera | Posición, puntos por carrera | Posición, puntos por carrera | Posición, puntos por carrera | Posición, puntos por carrera | Posición, puntos por carrera | Posición, puntos por carrera | Posición, puntos por carrera | Posición, puntos por carrera | Posición, puntos por carrera | Posición, puntos por carrera | Posición, puntos por carrera | Posición, puntos por carrera | Posición, puntos por carrera | Posición, puntos por carrera | Posición, puntos por carrera | Posición, puntos por carrera | Posición, puntos por carrera |
| Carrera              | 1                            | 2                            | 3                            | 4                            | 5                            | 6                            | 7                            | 8                            | 9                            | 10                           | 11                           | 12                           | 13                           | 14                           | 15                           | 16                           | 17                           | 18                           | 19                           | 20                           |
| -------------------- | ---------------------------- | ---------------------------- | ---------------------------- | ---------------------------- | ---------------------------- | ---------------------------- | ---------------------------- | ---------------------------- | ---------------------------- | ---------------------------- | ---------------------------- | ---------------------------- | ---------------------------- | ---------------------------- | ---------------------------- | ---------------------------- | ---------------------------- | ---------------------------- | ---------------------------- | ---------------------------- |
| Carrera 1 & 3        | 35                           | 29                           | 24                           | 21                           | 19                           | 17                           | 15                           | 13                           | 12                           | 11                           | 10                           | 9                            | 8                            | 7                            | 6                            | 5                            | 4                            | 3                            | 2                            | 1                            |
| Parrilla inversa (2) | 25                           | 22                           | 20                           | 18                           | 16                           | 15                           | 14                           | 13                           | 12                           | 11                           | 10                           | 9                            | 8                            | 7                            | 6                            | 5                            | 4                            | 3                            | 2                            | 1                            |

## Pilotos campeones

### Campeonato Británico de Fórmula 4 BRDC
| Año  | Campeón        | Copa Jack Cavill de Pole Position | Campeón Serie Invernal | Campeón Serie de Otoño | Premio The Whoo Zooms |
| ---- | -------------- | --------------------------------- | ---------------------- | ---------------------- | --------------------- |
| 2013 | Jake Hughes    | Jake Hughes                       | Matthew Graham         | no entregado           | Malgosia Rdest        |
| 2014 | George Russell | George Russell                    | Will Palmer            | no entregado           | no entregado          |
| 2015 | Will Palmer    | Will Palmer                       | no entregado           | Ben Barnicoat          | no entregado          |

### Campeonato Británico de Fórmula 3 BRDC
| Año  | Campeón          | Campeón secundario              |
| ---- | ---------------- | ------------------------------- |
| 2016 | Matheus Leist    | J: Ricky Collard A: Enaam Ahmed |
| 2017 | Enaam Ahmed      | J: Enaam Ahmed D: Carlin        |
| 2018 | Linus Lundqvist  | No entregado                    |
| 2019 | Clément Novalak  | No entregado                    |
| 2020 | Kaylen Frederick | No entregado                    |

### Campeonato GB3
| Año  | Campeón        | Campeón secundario |
| ---- | -------------- | ------------------ |
| 2021 | Zak O'Sullivan | No entregado       |
| 2022 | Luke Browning  | No entregado       |
| 2023 | Callum Voisin  | No entregado       |
| 2024 | Louis Sharp    | No entregado       |

## Circuitos
Circuitos presentes en el calendario de 2023:
- Oulton Park
- Circuito de Silverstone
- Circuito de Spa-Francorchamps
- Circuito de Snetterton
- Brands Hatch
- Circuito de Zandvoort
- Donington Park